# CFC
A CFC (chlorofluorocarbon) olyan halogénezett szénhidrogén, mely a szén mellett csak fluort és/vagy klórt tartalmaz (kemény freon). Az olyan vegyületeket, melyek ezek mellett hidrogént is tartalmaznak, HCFC-nek (hydrochlorofluorocarbon) nevezik (lágy freonok). A CFC-ket és HCFC-ket korábban hűtőközegként, illetve spray-k hajtógázaként használták. Köznapi gyűjtőnevük a freon, ugyanis a DuPont nevű cég (ma Chemours) ezen a fantázianéven árult CFC-ket és HCFC-ket. Használatukat a montréali jegyzőkönyv tiltja az ózonréteget károsító hatásuk miatt.

## Nevezéktan
Általában az ASHRAE (American Society of Heating, Refrigerating and Air-Conditioning Engineers) által alkotott R-számozási rendszert használják a CFC-k és HCFC-k elnevezésére. Ebben az R betű után egy kötőjel (-), majd egy két-, három-, vagy négyjegyű szám szerepel. A szám felépítése a következő:
- 1. számjegy: kettős kötések száma (amennyiben 0, elhagyják)
- 2. számjegy: [szénatomok száma] - 1 (amennyiben 0, elhagyják)
- 3. számjegy: [hidrogénatomok száma] + 1
- 4. számjegy: fluoratomok száma

Így például a difluor-diklórmetán esetén az első és második számjegyet elhagyják (a vegyületben nincs nemkötő elektronpár és csak egy szénatomot tartalmaz), a harmadik számjegy 1 (nem tartalmaz hidrogénatomot, így a szám 0 + 1 = 1), a negyedik számjegy pedig 2 (2 fluoratomot tartalmaz); így a vegyület R-száma R-12. 
A DuPont a vegyületek R-számában az R-t Freon-ra cserélte ki, és az így alkotott néven hozta őket forgalomba. Így például a fent említett difluor-diklórmetánt Freon-12 néven árulták; a köznyelvben is ez a név vált használatossá.

## Reakciók
Fény hatására a CFC-kben és HCFC-kben az egyik C−Cl kötés felbomlik, így két gyök keletkezik. Például a fluor-triklórmetán esetében:
CCl3F → CCl2F. + Cl.
A keletkező klórgyök katalizátorként viselkedik, gyorsítja az ózon bomlását:
Cl. + O3 → ClO. + O2
2 ClO. → O2 + 2 Cl.
Ennek következtében a CFC-k és HCFC-k a légkörbe kerülve rendkívül káros hatással vannak az ózonrétegre. Az 1989-ben életbe lépett montréali jegyzőkönyv, melyet 196 állam és az Európai Unió ratifikált, ezen tulajdonságuk miatt előírta a CFC-k és HCFC-k gyártásának leállítását.